# Pelikán bílý
Pelikán bílý (Pelecanus onocrotalus) je velký vodní pták z čeledi pelikánovitých.

## Popis
Dorůstá velikosti labutě, je asi 148–175 cm velký s rozpětím křídel 226–300 cm a hmotností mezi 5–15 kg. Má mohutné tělo s krátkými končetinami, krátkým ocasem, silným zobákem a charakteristickým hrdelním vakem. Je skoro celý bílý, jen konce letek má černohnědé, vak žlutý a nohy růžové. Všechny prsty na nohou spojené plovací blánou.
Obě pohlaví se zbarvením nijak viditelně neliší, samice je o něco menší než samec a na rozdíl od něho má kratší a rovnější zobák. Mladé jedince snadno poznáme díky šedému opeření. Na rozdíl od podobného pelikána kadeřavého (Pelecanus crispus) je menší, má světlé končetiny, tmavé letky, žlutý vak a holou kůži kolem očí.

## Rozšíření
Pelikán bílý hnízdí v Africe a v rozmezí od jihozápadní Evropy po střední Asii. Je částečně tažný, na zimu odlétá do severozápadní Afriky, odkud se začíná navracet již na přelomu února a března. Globální populace je stále poměrně početná – čítá zhruba 270 000–290 000 jedinců, kteří žijí na ploše velké 100 000 – 1 000 000 km². Během celého léta zaletuje i na území střední Evropy, jednotliví ptáci byli zaznamenáni také na území České republiky. Největší hrozbu pro pelikány stále představuje ztráta přirozeného biotopu, uvíznutí v rybářských sítích, otrava pesticidy a pronásledování ze strany porybných, kteří pelikánům přisuzují velký úbytek ryb na chovných rybnících.

## Ekologie
Stejně jako ostatní pelikáni se živí téměř výhradně rybami, které chytá do svého hrdelního vaku. Svou kořist loví většinou při plavání na hladině, často však i ve skupinách, kdy ryby společně nahání na mělčinu, kde jsou snadnou kořistí. Za potravou se vydává především brzy ráno a na večer a denně spořádá až 1,5 kg ryb. Létá mocnými plochými rázy křídel, velmi často plachtí a krk má přitom vždy položený na hřbet.
Hnízdí ve skupinách většinou v blízkosti mělkých jezer nebo v bažinách. Hnízdo v podobě velké hromady větví a rostlinné vegetace si staví na zemi a klade do něj většinou 2 bílá vejce. Již několikrát byly zaznamenány také případy, kdy hnízdil ve společnosti již výše uvedeného pelikána kadeřavého. Inkubační doba vajec trvá asi 29–36 dnů. Mláďata nejprve požírají již rozmělněnou potravu z hrdelního vaku svých rodičů, poté, co opustí hnízdo (tedy asi po 14 dnech) si již potravu hledají sami. Pohlavně dospívají ve 3. až 4. roce života.

## Chov v zoo
Pelikán bílý je častým a oblíbeným chovancem zoologických zahrad po celém světě. V Evropě je chován přibližně ve dvou stech zoo.
V Česku chová tento druh osm zoo v rámci Unie českých a slovenských zoologických zahrad a další dvě zoo mimo tuto odbornou asociaci. Jedná se o následující zoo:
- Zoo Dvůr Králové
- Zoo Hluboká
- Zoopark Chomutov
- Zoo Jihlava
- Zoo Liberec
- Zoo Plzeň
- Zoo Praha
- Zoo Zlín
- Zoo Dvorec
- Zoopark Stěžery

Dříve byl pelikán bílý chován také v Zoo Olomouc a Zoo Ústí nad Labem.
Na Slovensku je k vidění ve třech zoo: Zoo Bojnice, Zoo Bratislava a Zoo Košice.

### Chov v Zoo Praha
První pelikán bílý dorazil do Zoo Praha v roce 1933, tedy již dva roky po otevření zoo. Nepřetržitý chov je datován od roku 1966. K úspěšnému odchovu však dlouhou dobu nedošlo. Až roku 1990 bylo docíleno prvního umělého odchovu. První přirozený odchov byl zaznamenán o sedm let později. Velmi úspěšný byl například rok 2000 s jedenácti odchovy. Do roku 2014 se podařilo odchovat 129 mláďat. Poté následovala delší pauza, další odchovy totiž následovaly až v roce 2019, kdy na svět přišla čtyři mláďata. Celkem tak bylo odchováno 133 mláďat.
Ke konci roku 2017 bylo chováno sedm jedinců.

Pelikáni bílí jsou k vidění v dolní části zoo, a to v rámci expozičního celku Ptačí mokřady. 

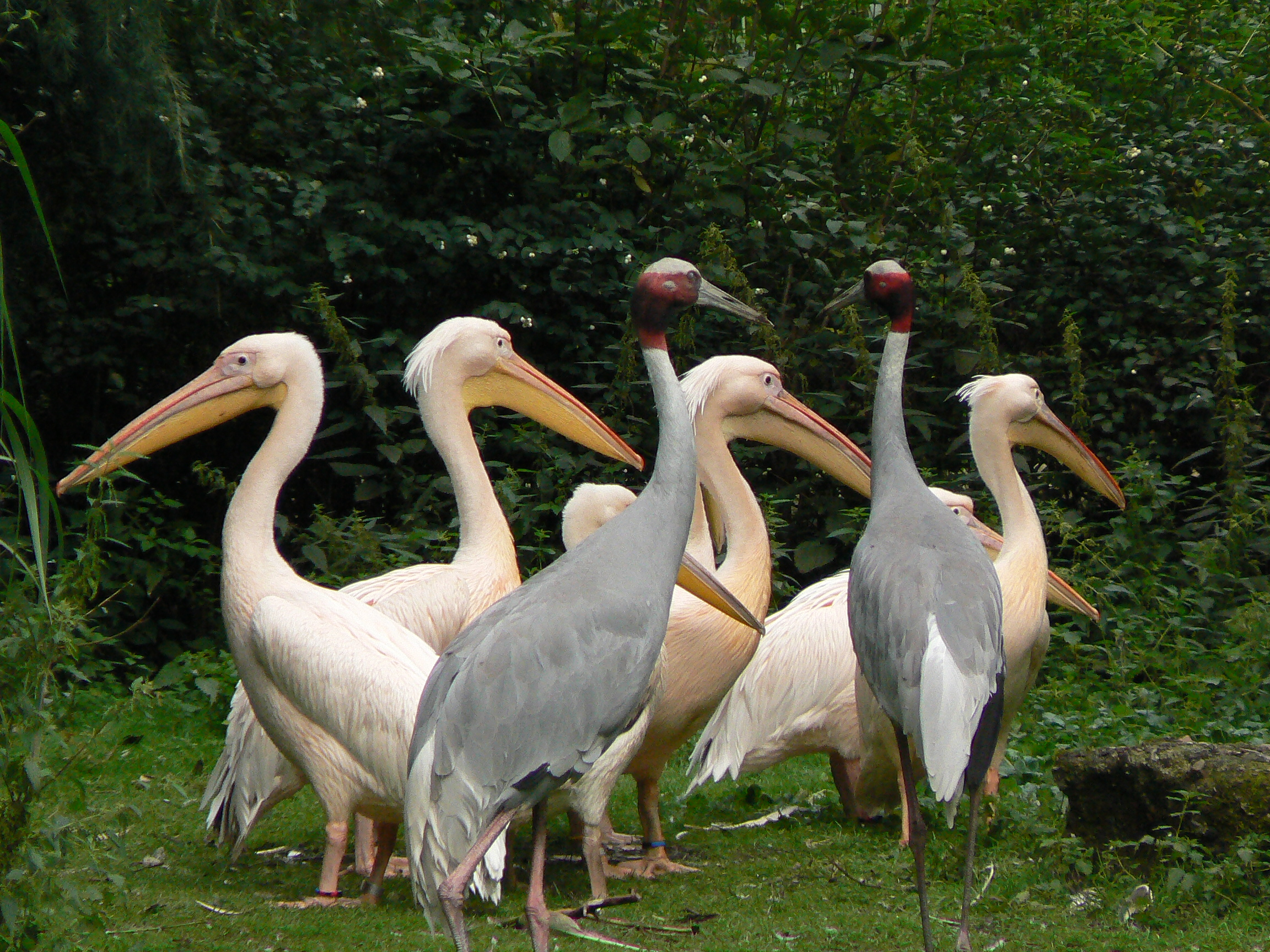
Skupina pelikánů bílých ve společnosti jeřábů Antigoniných.
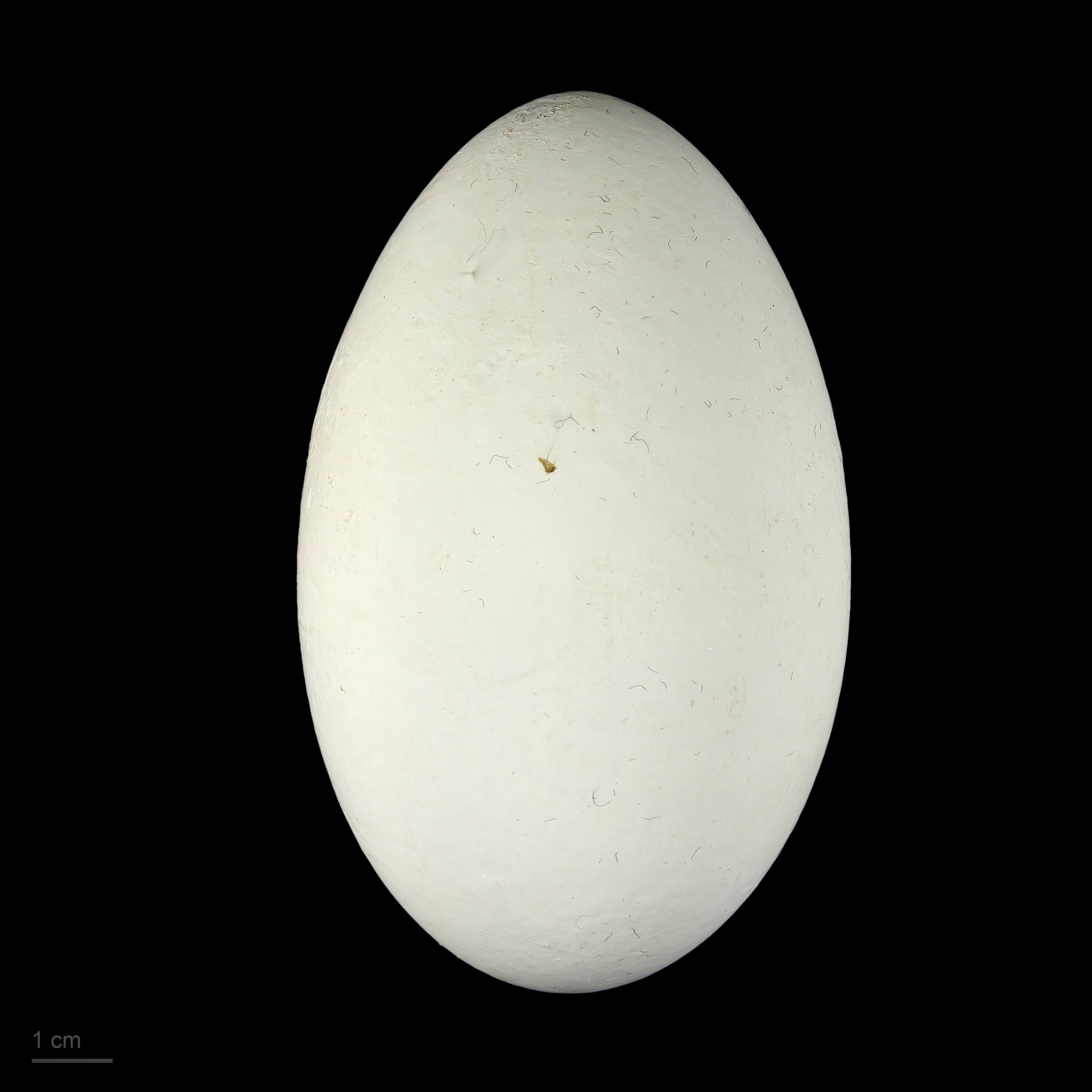
Pelecanus onocrotalus
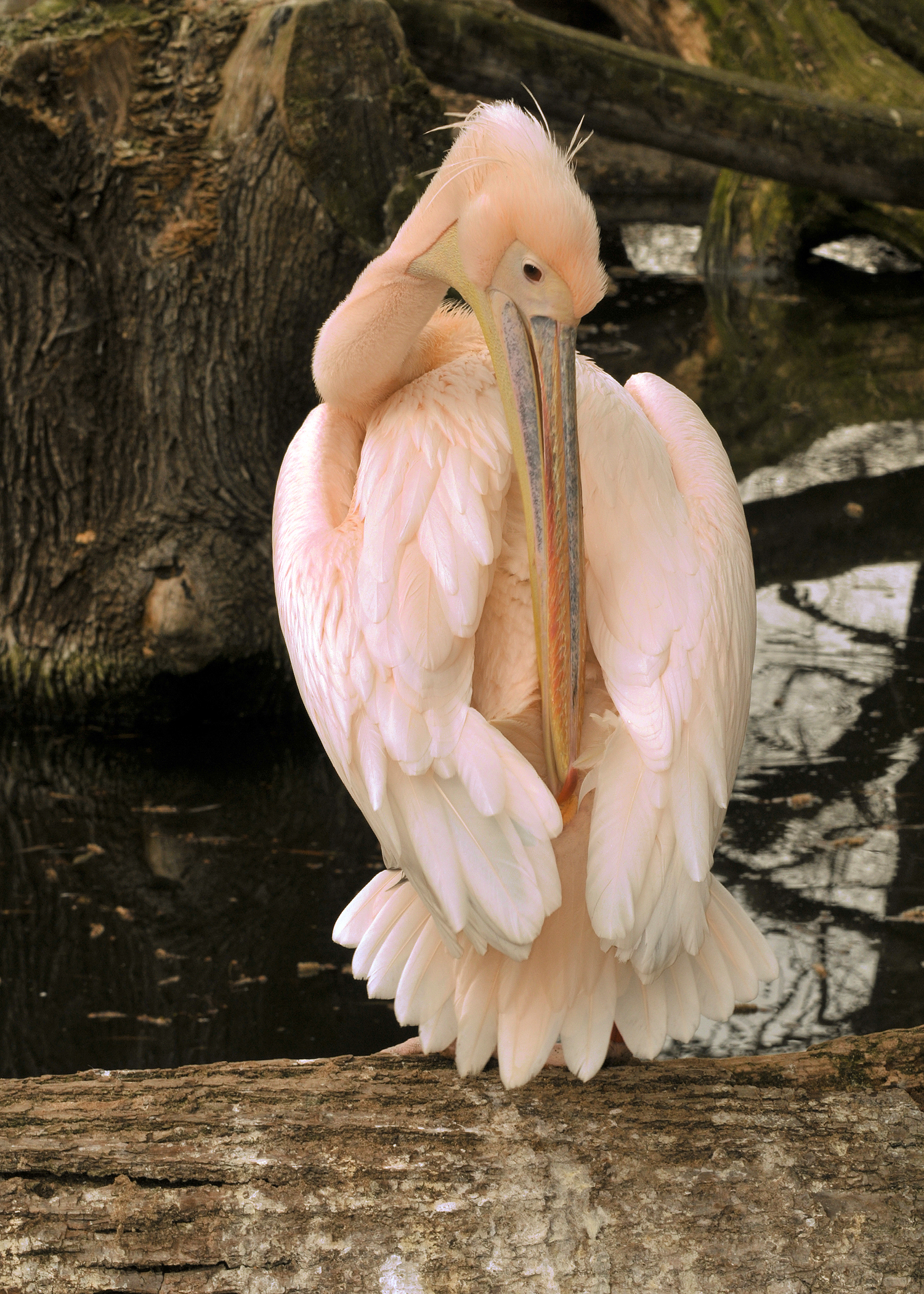
Pelikán s narůžovělým opeřením v drážďanské zoo.
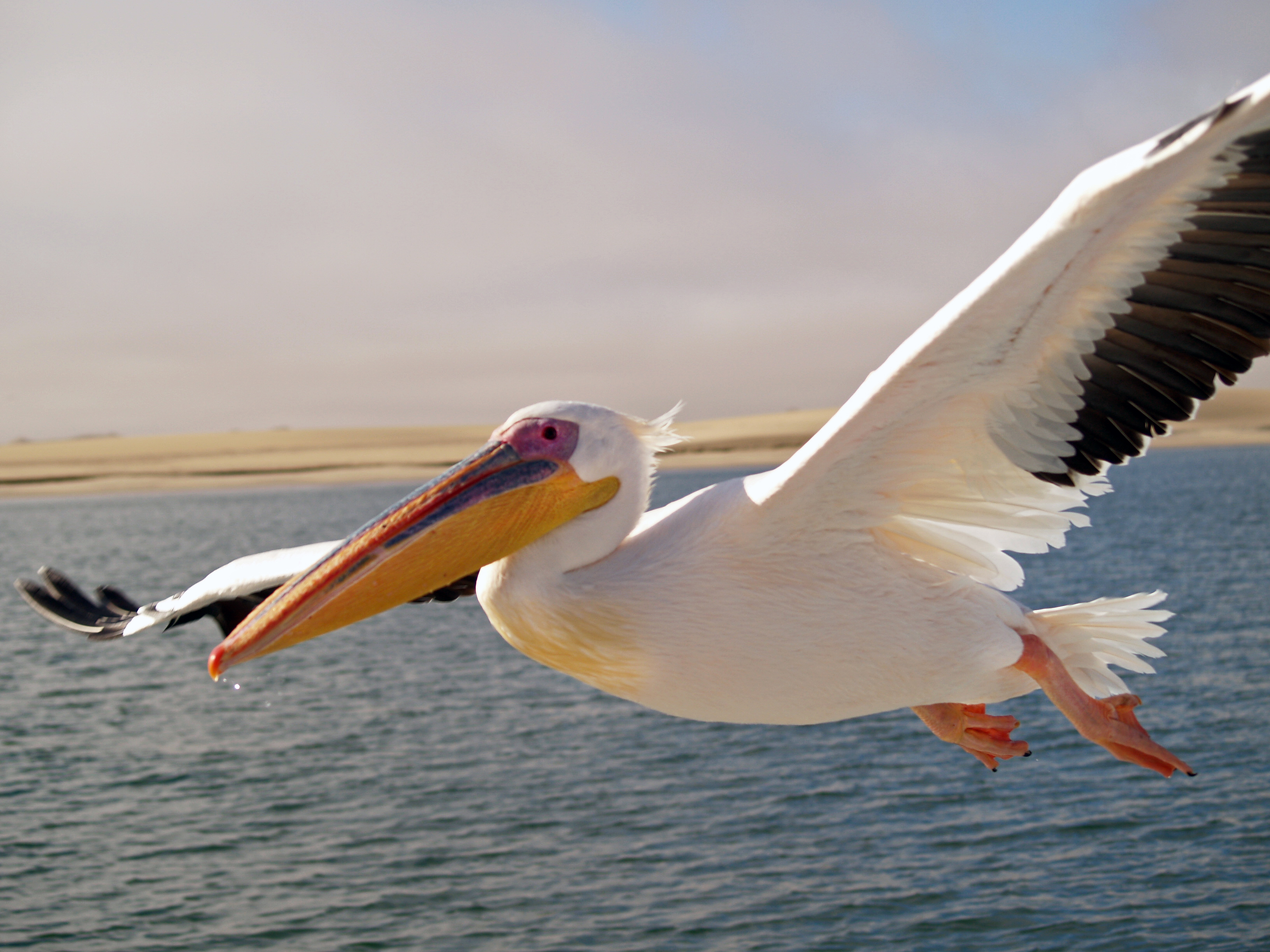
Letící pelikán